# 藍山 (牙買加)

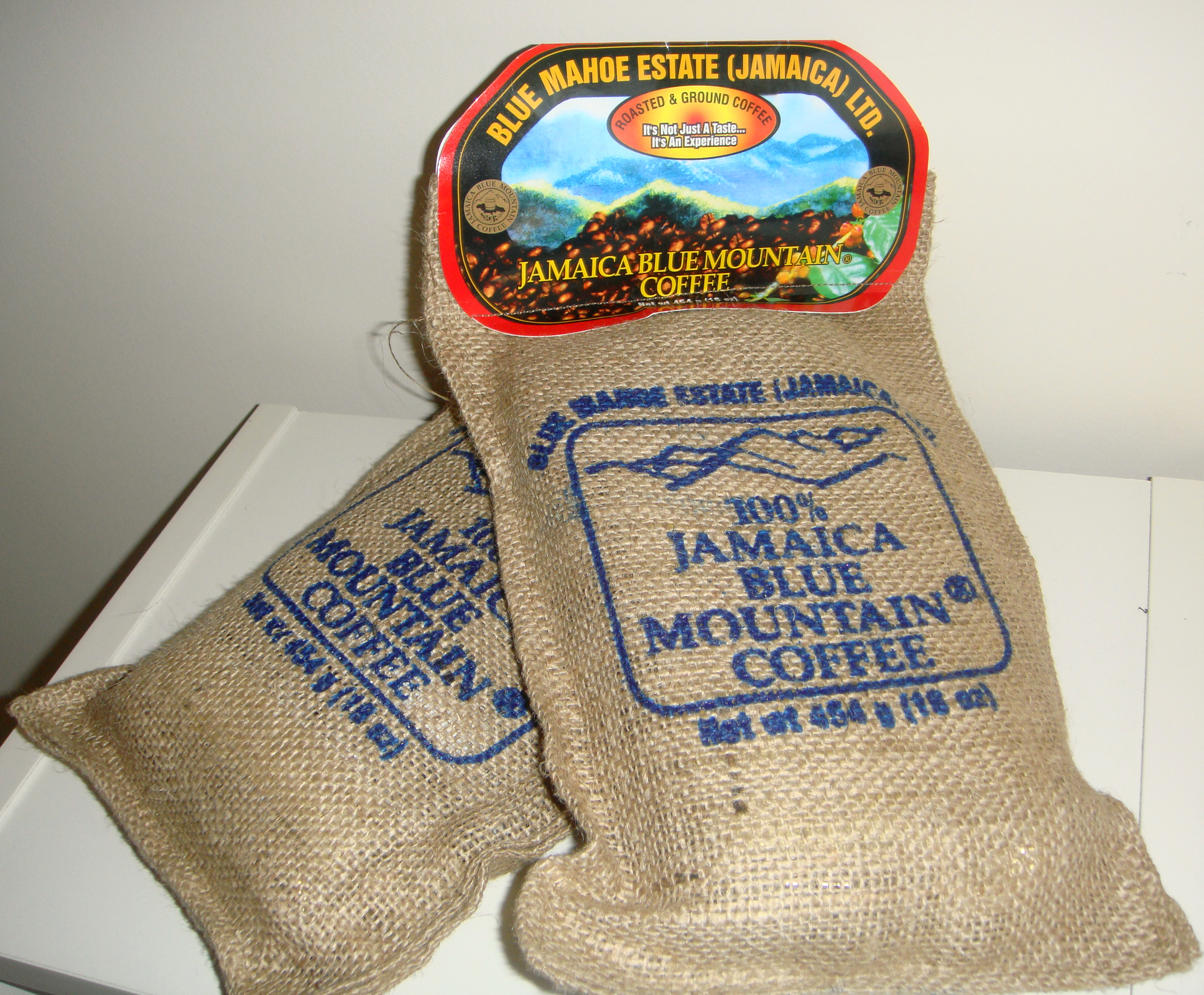
牙买加蓝山咖啡

蓝山（Blue Mountains），牙买加东部山脉。从金斯敦以北13公里处的斯托尼希尔向东延伸约50公里到加勒比海，最高点蓝山峰海拔2,256 米  (7402 ft)。山上长着茂密的蕨类植物，面向信风的山坡年均降雨量5000毫米。冬季温度可降至7°C。在当地海拔2,000至5,000英尺出产的蓝山咖啡世界闻名。从前在大种植园中种植咖啡，现由小农在谷地种植。